# Verismo (opera)
Verismo (tiếng Việt: Chân thực) là trường phái opera nổi bật của Ý cuối thế kỷ XIX-đầu thế kỷ XX. Trường phái này xuất hiện vào cuối sự nghiệp của Giuseppe Verdi. Trào lưu này có mục đích chính đó là phơi bày hiện thực trần trụi của xã hội đương thời nhằm đả kích những vở opera mang màu sắc thần thoại của Richard Wagner. Thuộc trường phái này có rất nhiều nhà soạn nhạc nổi tiếng như:
- Ruggiero Leoncavallo (1857-1919)
- Giacomo Puccini (1858-1924)
- Pietro Mascagni (1863-1945)
- Umberto Giordano (1867-1948)

Trong đó, Puccini nổi tiếng nhất với La Bohème, Tosca, Madama Butterfly và
Turandot. Các tác phẩm đáng chú ý khác gồm Pagliacci của Leoncavallo, Cavalleria rusticana của Mascagni và Andrea Chenier của Giordano.